# Подольхов, Владимир Григорьевич
Владимир Григорьевич Подольхов (28 января 1947 — 3 февраля 2013) — советский и российский металлург. Герой КНДР.

## Биография
Родился в Сталинске (ныне Новокузнецк).
В 1961 году пошел работать на Новокузнецкий алюминиевый завод анодчиком. За рационализаторские предложения и ударный труд в 1970 году Владимира Григорьевича наградили юбилейной медалью к 100-летию Владимира Ильича Ленина.
А в 1972 году — медалью «За трудовое отличие».
В 1981 году вступил в КПСС. В 1982 году стал старшим анодчиком. 10 февраля 1983 года корреспондент газеты «Кузнецкий рабочий» В. Гринберг написала о нём статью «Работа, которую любишь».
В мае 1983 года Подольхова и других первоклассных мастеров из СССР направили в командировку в КНДР. Там, в городе Пукчане, недалеко от Пхеньяна на вновь построенном алюминиевом заводе советские специалисты обучали электролизному делу молодых корейских анодчиков.
В январе 1984 года Подольхов должен был вернуться домой в Новокузнецк, но в ночь с 28 по 29 декабря 1983 года на заводе произошла авария. Расплавленный металл стал выливаться наружу, возникла угроза жизни корейских рабочих и взрыва в цехе. Подольхов, отстранив молодого корейского рабочего, проявил мужество и героизм: забравшись на верх ванны, охваченной огнём, смог заткнуть асбестом отверстие, откуда бежал расплавленный металл, тем самым устранив аварию. При этом Владимир Григорьевич получил 45 % ожогов кожи 2-й и 3-й степени. Его срочно отвезли в госпиталь, где 70 дней и ночей врачи и санитары боролись за его жизнь. Когда его жена получила статью на корейском языке с переводом, где говорилось о подвиге мужа, она написала письмо, которое опубликовали в газете «Комсомольская правда» («70 дней из жизни Подольхова»).
Правительство Кореи наградило его высшей наградой республики, вручив ему орден и звание Героя КНДР.
В 1986 году за добросовестный труд В. Г. Подольхову было присвоено звание «Заслуженный металлург РСФСР».
После выхода на пенсию с 2003 по 2009 годы он трудился уполномоченным профкома первичной профсоюзной организации НКАЗа по второй промышленной площадке.